# Rio Baleia (Murgușa)
O Rio Baleia é um rio da Romênia afluente do rio Murguşa, localizado no distrito de Hunedoara.